# Parc national naturel des îles coralliennes du Rosaire et de San Bernardo
Le parc national naturel des îles coralliennes du Rosaire et de San Bernardo (espagnol : Parque Nacional Natural Corales del Rosario y San Bernardo), est un parc national situé dans le département  de Bolívar, en Colombie. Il est situé à 45 km au sud-ouest de la baie de Carthagène des Indes et est en grande partie sous-marin.
Créé en 1974, il recouvre une superficie de 120 000 hectares et est le parc national le plus visité de Colombie en 2009.

## Géographie
Comme l'indique son nom, le parc est centré sur les îles de San Bernardo (9° 45′ N, 75° 51′ O) et Rosario (10° 10′ N, 75° 45′ O). C'est le seul parc national sous-marin de Colombie et l'un des seuls à abriter des récifs de coraux avec ceux de Tayrona et le Old Providence McBean Lagoon.

Carte du parc.